# Lake View (Arkansas)
Lake View è una città degli Stati Uniti d'America situata nello Stato dell'Arkansas, nella Contea di Phillips.